# Peromyscus winkelmanni
Peromyscus winkelmanni är en däggdjursart som beskrevs av Carleton 1977. Peromyscus winkelmanni ingår i släktet hjortråttor och familjen hamsterartade gnagare. Inga underarter finns listade i Catalogue of Life.
Vuxna exemplar blir 11,3 till 12,5 cm långa (huvud och bål), har en 11,7 till 14,0 cm lång svans och väger 44 till 55 g. Bakfötterna är 2,5 till 2,9 cm långa och öronen är 2,0 till 2,3 cm stora. Ovansidan är täckt av orangebrun päls med flera glest fördelade helt svarta hår. Hos några exemplar förekommer en svartaktig längsgående strimma på ryggens topp. Vid kinderna och vid kroppens sidor är pälsen mer ljusbrun. Håren som bildar undersidans päls är violetta vid roten och vita vid spetsen och det mörka avsnittet vid roten är oftast övertäckt. Ibland finns en ockrafärgad fläck vid varje öra. Svansen är uppdelad i en mörk ovansida och en vitaktig undersida.
Denna gnagare förekommer i två mindre bergstrakter i sydvästra Mexiko. Arten vistas i blandskogar som kännetecknas av mossa på träden samt av flera epifyter. Klippor och liggande träd på marken erbjuder flera gömställen. Arten delar sitt revir med Peromyscus boylii och Reithrodontomys fulvescens.
Individerna är nattaktiva. Fynd gjordes i områden som ligger 2040 till 2440 meter över havet.
Intensivt skogsbruk hotar beståndet. Utbredningsområdet är begränsat och Peromyscus winkelmanni är ganska sällsynt. IUCN kategoriserar arten globalt som starkt hotad.